# So Joo-yeon
Dans ce nom coréen, le nom de famille, So, précède le nom personnel.
So Joo-yeon, née le 31 décembre 1993 à Séoul, est une actrice et mannequin sud-coréenne,. Elle joué Yoon Ah-reum dans Dr. Romantic 2.